# Jiří Prskavec (canoista 1972)
Jiří Prskavec (Jablonec nad Nisou, 2 maggio 1972) è un canoista ceco, specializzato nel kayak slalom, rappresentò la Rep. Ceca ai Giochi olimpici estivi di Atlanta 1996 e Sydney 2000, classificandosi rispettivamente 19º e 13º nel K1 slalom. Vanta due medaglie di bronzo iridate e un argento continentale.
È padre di Jiří Prskavec, campione olimpico a Tokyo 2020 nel K1 e vincitore del bronzo a Rio de Janeiro 2016 nella stessa disciplina.

## Palmarès
- Mondiali

Nottingham 1995: bronzo nel K1.
La Seu d'Urgell 1999: bronzo nel K1 a squadre.
- Europei

Roudnice nad Labem 1998: argento nel K1 a squadre.